# Vosketap
Vosketap (en arménien Ոսկետափ ) est une communauté rurale du marz d'Ararat en Arménie. En 2008, elle compte 5 285 habitants.